# Arceuthobium
Arceuthobium là một chi Magnoliopsida trong họ Viscaceae. Chi này có 26 loài. Đây là các loài gây hại của các cây trong chi Abies, phát triển phổ biến ở Mexico.

## Các loài

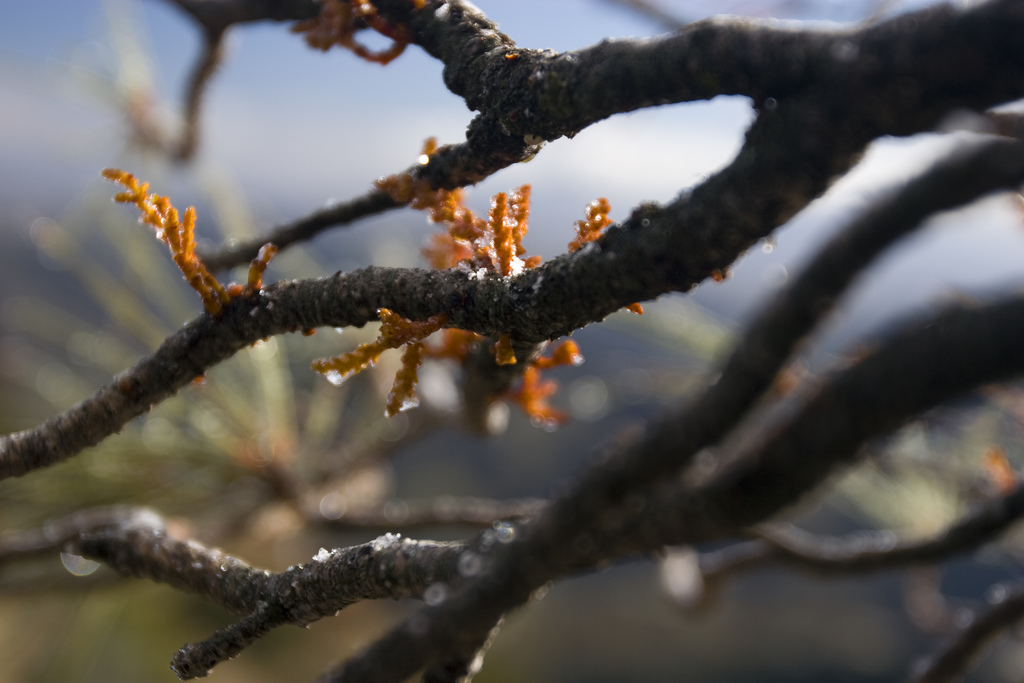
Arceuthobium occidentale shoots on Pinus sabiniana branches. Mount Diablo, California. 25 December 2008

- Arceuthobium abietinum Engelm. ex Munz
- Arceuthobium americanum Nutt. ex Engelm.
- Arceuthobium apachecum Hawksworth & Wiens
- Arceuthobium azoricum Hawksw. & Wiens
- Arceuthobium blumeri A. Nels.
- Arceuthobium californicum Hawksworth & Wiens
- Arceuthobium campylopodum Engelm.
- Arceuthobium cyanocarpum (A. Nels. ex Rydb.) A. Nels.
- Arceuthobium divaricatum Engelm.
- Arceuthobium douglasii Engelm.
- Arceuthobium gillii Hawksworth & Wiens
- Arceuthobium globosum Hawksw. & Wiens
- Arceuthobium laricis (Piper) St. John
- Arceuthobium littorum Hawksworth, Wiens & Nickrent
- Arceuthobium microcarpum (Engelm.) Hawksworth & Wiens
- Arceuthobium minutissimum Hook. f.
- Arceuthobium monticola Hawksworth, Wiens & Nickrent
- Arceuthobium occidentale Engelm.
- Arceuthobium oxycedri (DC.) M.Bieb.
- Arceuthobium pusillum Peck
- Arceuthobium siskiyouense Hawksworth, Wiens & Nickrent
- Arceuthobium tsugense (Rosendahl) G.N. Jones
- Arceuthobium vaginatum (Humb. & Bonpl. ex Willd.) J. Presl (Syn. Viscum vaginatum Humb. & Bonpl. ex Willd.)